# Schlacht von Syme
Sybota – Potidaia – Spartolos – Stratos – Naupaktos – Plataiai – Olpai – Tanagra – Pylos – Sphakteria – Korinth – Megara – Delion – Amphipolis – Mantineia – Melos – Syrakus – Milet – Syme – Eretria – Kynossema – Abydos – Kyzikos – Ephesos – Chalkedon – Byzanz – Andros – Notion – Mytilene  – Arginusen – Aigospotamoi
Die Schlacht von Syme war eine Seeschlacht im Peloponnesischen Krieg, die im Jahre 411 v. Chr. zwischen den Flotten Athens und Spartas ausgetragen wurde.
Im Jahre 412 v. Chr. gelang es dem Spartaner Therimenes, ein Bündnis zwischen Persien und Sparta gegen Athen zustande zu bringen. Zum Jahreswechsel übergab er die spartanische Flotte an seinen Nachfolger, den neuen Seeherrn Astyochos, der noch im Winter nach Knidos segelte, um dort 27 weitere Schiffe an sich zu ziehen. Die athenische Flotte, unter dem Kommando von Charminos, befand sich zu diesem Zeitpunkt in Samos. Da Charminos von den Plänen der Spartaner Kenntnis erlangt hatte, wollte er mit einigen seiner Schiffe Astyochos bei der Insel Syme, zwischen Knidos und Rhodos, stellen.
Die Flotten trafen während eines Sturms aufeinander, in dem schlechte Sichtverhältnisse herrschten. Einige der spartanischen Schiffe waren vom Hauptverband getrennt worden. Mit rund zwanzig Schiffen griff Charminos den linken Flügel der Spartaner an – den einzigen, den er erkennen konnte – und versenkte dabei drei gegnerische Schiffe. Daraufhin trafen aber die übrigen spartanischen Schiffe ein und umzingelten die Athener. Nachdem Charminos dabei sechs Schiffe verloren hatte, zog er sich nach Halikarnassos zurück. Astyochos segelte daraufhin nach Knidos, wo er sich mit den 27 Schiffen vereinigte, und kehrte dann nach Syme zurück, um auf der Insel ein Siegesmal zu errichten. Die in Samos in Reserve gehaltenen Schiffe der Athener eilten nun ebenfalls herbei. Da aber beide Seiten einer neuerlichen Schlacht aus dem Wege gingen, blieb es bei der Patt-Situation.
Die Spartaner hatten ihr primäres Ziel, die Vereinigung ihrer Flotten, erreicht und beschränkten sich vorerst auf die Ausbesserung ihrer Schiffe in Knidos. Die Athener mussten innerhalb eines Jahres noch drei weitere Seeschlachten schlagen, um der neuen Bedrohung zu begegnen.